# 德拉瓦河 (波蘭)
德拉瓦河（波蘭語：Drawa）是波蘭的河流，位於該國西北部，屬於諾泰奇河的右支流，河道全長185.9公里，流域面積3,296.4平方公里，河畔城鎮有恰普利內克、茲沃切涅茨、波莫瑞地區德拉夫斯科和德拉夫諾。

## 外部連結
- https://web.archive.org/web/20120707232559/http://www.kajaki-sikory.pl/pl/spywy/rzekadrawa
- http://www.dpn.pl/drawa （页面存档备份，存于）

52°51′28″N 15°59′26″E / 52.8577298909°N 15.9904289246°E